# Notios Pilios
Notios Pilios (tiếng Hy Lạp: ?) là một khu tự quản ở vùng Thessalía, Hy Lạp. Khu tự quản Notios Pilios có diện tích 369 km², dân số theo điều tra ngày 18 tháng 3 năm 2001 là 10745 người.